# Cecilie Thomsen
Cecilie Thomsen (29 de octubre de 1974 en Bogø, Dinamarca) es una actriz y modelo danesa.
Cecilie Thomsen es internacionalmente conocida por haber interpretado a la profesora Inga Bergstrom, junto a Pierce Brosnan en la película de James Bond, El mañana nunca muere de 1997.
Actuó con Henning Moritzen en el segmento danés de cortometrajes Visions of Europe. El segmento se llama "Europe doesn't exist", y fue dirigida por Christoffer Boe.
También protagonizó el video musical del cantante Bryan Adams, "Have You Ever Really Loved a Woman?" (1995) dirigido por Anton Corbijn. Fue además novia de Bryan Adams en la década de los 90.